# 林承昌
林承昌為中國清朝武官官員，字奕伟号文峯，乾隆丙子武举，本籍福建古田。1809年（嘉慶14年）奉旨接任武隆阿擔任台灣鎮總兵。是台灣清治時期此期間，受台灣道制約的台灣地區最高軍事首長。古田县志载其曾祖林孟卿、祖林东兰、父林依仁皆以𠄘昌贵，赠从一品振威将军。子爱国将领林朝聘。